# Mantecol
El Mantecol es un postre de Argentina, cuya marca comercial fue inventada y comercializada por la empresa Georgalos hacia 1940. Se fabrica en la planta donde funcionó STANI en la localidad de Victoria, partido de San Fernando, en la zona norte del Gran Buenos Aires.
Es una especie de turrón semiblando muy popular en algunas partes de Latinoamérica, cuya receta es una adaptación de la halva griega. Se vende como golosina pero suele consumirse aún más entre los meses de diciembre y febrero, como comida navideña.
La textura original es ligeramente dura, crujiente y esponjosa, teniendo un aspecto glaseado o marmolado, teniendo vetas que parecen de chocolate oscuro entre chocolate claro.

## Historia
El mantecol fue creado por Miguel Georgalos en 1940, basado en el halvá, un producto griego hecho a base de pasta de sésamo muy famoso en Medio Oriente, reemplazando el sésamo por el maní.
El éxito del producto llevó a la empresa a expandirse, instalando su primera planta en la antigua cancha de All Boys, inicialmente bajo el nombre de La Greco Argentina y luego como Georgalos Hnos., y adquiriendo a finales de la década de 1950 unos campos en Río Segundo, Córdoba, donde se abastecieron de maní. En la década de 1960, la amistad entre Miguel Georgalos y Manuel García Ferré, el creador de Anteojito, permitió que el producto apareciera durante años en la contratapa de la revista, llegando a producirse una publicidad de Mantecol con Anteojito, donde Ferré creó a la Bandita Mantecol. 
En la década de 1980, el producto alcanzó el consumo internacional con la exportación a los Estados Unidos.

### Venta a Mondelez

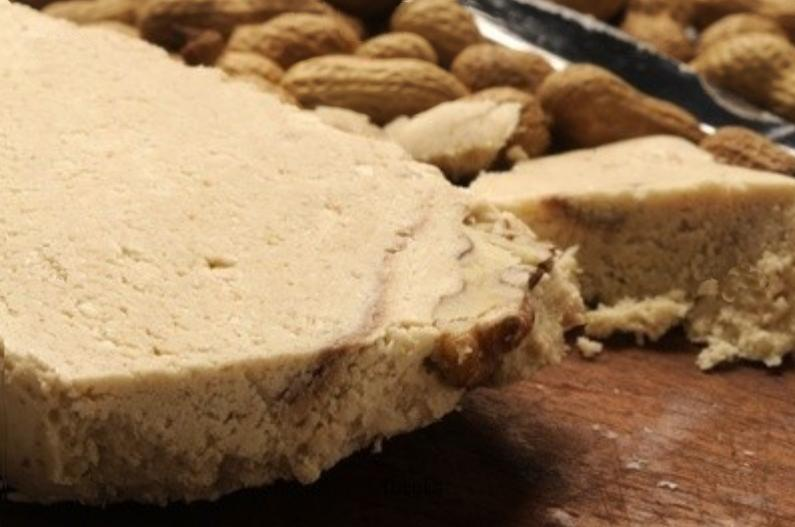
Una porción de Mantecol, con maníes (también conocidos como cacahuetes).

La marca registrada Mantecol fue vendida en el 2001, y fue adquirida por la norteamericana Mondelēz; esta fábrica varió algo la receta añadiendo jarabe de glucosa (jarabe de maíz de alta fructosa), aceite vegetal hidrogenado, clara de huevo y vainilla. Por su parte, Georgalos mantuvo su producto bajo el nombre de Nucrem.

### Regreso a Georgalos
En 2022, Georgalos recuperó la marca, volviendo Mantecol a manos de empresas argentinas.

### El producto
La forma más frecuente de presentación es en barras de unos 10 cm de longitud y 1,5 cm de espesor con pesos de 80 a 100 gramos que se encuentran herméticamente envueltas en papel de aluminio vinilizado. Dado que este postre posee manteca de almendra, se recomienda que sea guardado en sitios con una temperatura que oscile entre los 18° y 21° C a una humedad relativa máxima de 65% en lugar inodoro.